# Graphopsocus cruciatus
Graphopsocus cruciatus (Linnaeus, 1768) è un insetto appartenente all'ordine degli psocotteri.

## Descrizione

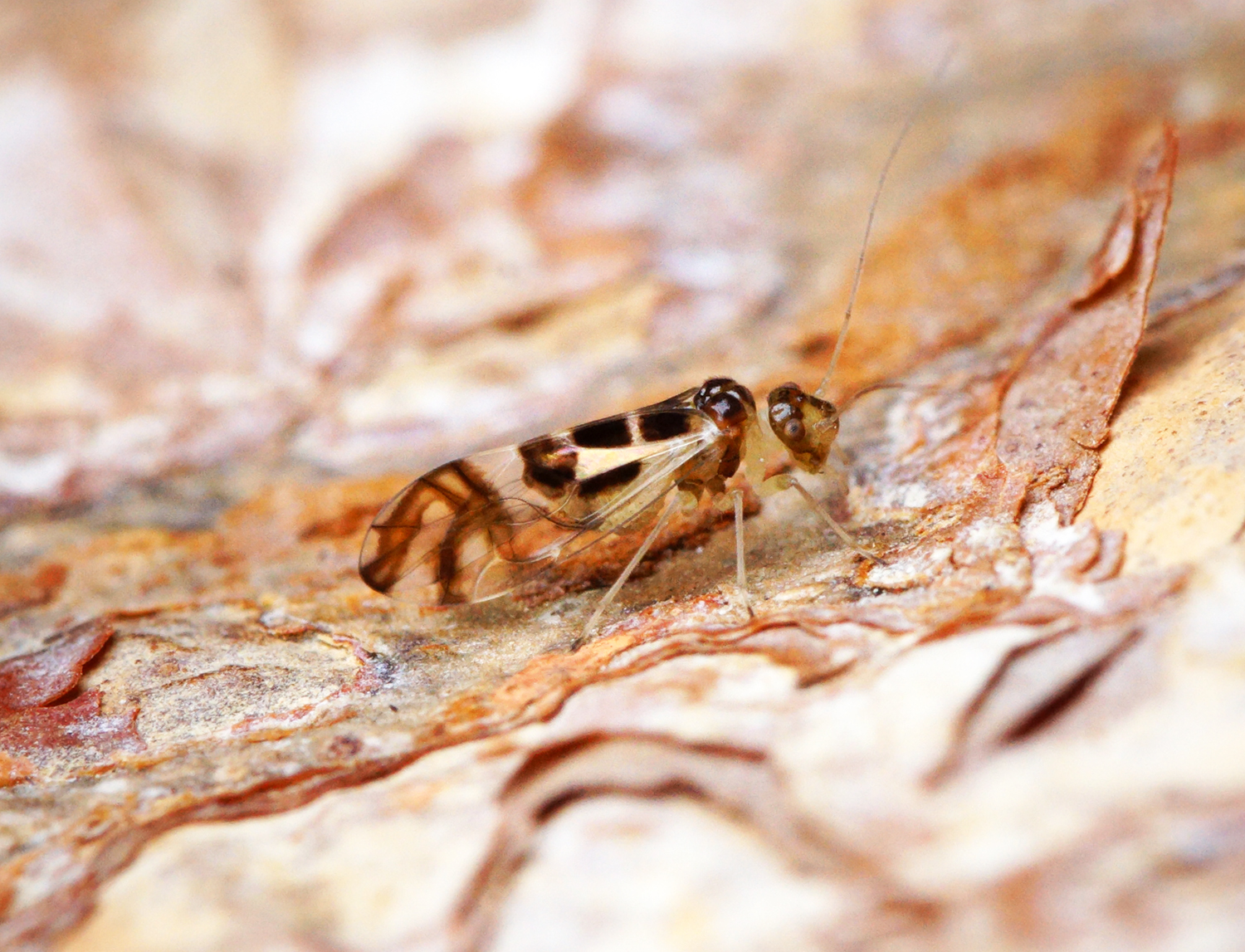
Esemplare fotografato a Stevenage (Inghilterra)

La specie presenta il capo giallo, con il vertice e la fronte marroni; sono inoltre distintivi il pattern delle macchie e venature alari.

### Biologia
Gli adulti sono svernanti; le femmine tendono ad essere brachittere, o maschi invece macrotteri. Le uova vengono deposte, in gruppi da una dozzina, negli stessi nascondigli di seta usati dall'adulto: le uova sono bianche, lunghe circa il doppio di quanto sono larghe, e un intero gruppo misura soltanto circa 2 mm.
Si nutre della microflora presente sulle foglie degli alberi; come molti psocotteri, anche G. cruciatus tesse una piccola tela piatta sulla faccia inferiore delle foglie, dentro cui si nasconde per cibarsi.

## Distribuzione
La specie è ben diffusa in Europa, dove è attestata in gran parte dei paesi con l'eccezione dei più orientali (Ucraina, Russia) e di alcune isole (Islanda, Sardegna, Sicilia, Baleari, Creta), ed è stata segnalata anche in Giappone. È stata introdotta negli Stati Uniti, probabilmente negli anni 1930, sia sulla East Coast, sia sulla West Coast, ed ha progressivamente cominciato ad espandere il proprio areale verso l'interno del paese.